# Corneil e Bernie
Corneil e Bernie (Corneil et Bernie) è una serie a cartoni animati prodotta da France 3 nel 2003. I due protagonisti sono Corneil, un cane intelligente, e Bernie, il suo dog sitter. La serie è pensata per i bambini, ma contiene numerose citazioni e parodie ad altri programmi televisivi, reality show, serie tv, film e fumetti che la rendono interessante anche per un pubblico più adulto. Il programma in Italia è stato trasmesso su Cartoon Network dal 1º marzo 2004. Successivamente nel 2014 è stata prodotta una seconda stagione per Gulli, ma questa risulta ancora inedita in Italia.

## Trama
La serie narra le avventure di Corneil, un cane parlante molto intelligente, e Bernie, un dogsitter stupido. Un giorno, Bernie scopre che Corneil è in grado di parlare, e quest'ultimo gli prega di mantenere il segreto. Corneil si comporta come un cane normale quando va in giro assieme a Bernie per non farsi scoprire, anche se nella seconda stagione questa particolarità è meno frequente.

## Episodi
| Stagione         | Episodi | Prima TV Francia | Prima TV Italia |
| ---------------- | ------- | ---------------- | --------------- |
| Prima stagione   | 52      | 2003-2004        | 2004            |
| Seconda stagione | 52      | 2014-2015        | Inedito         |

## Protagonisti
Corneil è un cane dotato di un'intelligenza eccezionale, poliglotta, in grado di leggere e di parlare anche se cerca di tenere nascoste le sue doti a tutti, specialmente ai suoi padroni John ed Elizabeth. Il suo principale desiderio è quello di vivere la propria vita tranquillamente, facendosi viziare e coccolare dai suoi proprietari. I suoi piani però vengono stravolti quando Bernie diventa il suo dog-sitter.
Bernie è un ragazzo che si ritrova a fare il dog-sitter a Corneil. Al contrario del cagnolino, è poco intelligente, maldestro ed ingenuo. Si entusiasma facilmente. I due sono però ottimi amici, e spesso il ragazzo subisce in silenzio dei guai per coprire il segreto del cane.

### Altri personaggi
Zio Rico è un anziano pugile, parente di Bernie, che ha chiuso la sua carriera dopo un K.O. leggendario.
Marta, è una compagna di classe di Bernie che si occupa del giornale della scuola.
Romeo, è il capitano della squadra di football della scuola, nonché punto di riferimento per Bernie, nonostante la sua scarsa intelligenza.
John e Beth, sono i ricchi padroni di Corneil, John è commissario mentre la moglie fa la redattice in un giornale.

## Doppiaggio
| Personaggio | Doppaggio Originale | Doppiaggio Italiano |
| ----------- | ------------------- | ------------------- |
| Corneil     | Michel Elias        | Oreste Baldini      |
| Bernie      | Emmanuel Garijo     | Corrado Conforti    |
| Romeo       | Christophe Lemoine  | Stefano Crescentini |
| John        |                     | Mauro Gravina       |
| Beth        |                     | Antonella Rinaldi   |

## Trasmissione Internazionale
| Paese          | Canale TV                       |
| -------------- | ------------------------------- |
| Francia        | France 3, Gulli                 |
| Svizzera       | RTS Deux                        |
| Germania       | KiKA, Das Erste                 |
| Canada         | TVOKids                         |
| Australia      | ABC                             |
| Spagna         | Cartoon Network, Super3         |
| Italia         | Cartoon Network, Boing          |
| Regno Unito    | CBBC, Disney Channel, Disney XD |
| America Latina | Cartoon Network, Boomerang      |
| Argentina      | Canal 7                         |
| Stati Uniti    | Nicktoons                       |
| Paesi Bassi    | Nickelodeon, Disney XD          |
| Danimarca      | DR1                             |
| Finlandia      | C More Juniori                  |
| Svezia         | SVT Barnkanalen                 |
| Norvegia       | NRK                             |
| Russia         | Gulli                           |
| Ungheria       | TV2                             |
| Turchia        | Yumurcak Tv                     |
| Arabia Saudita | MBC3                            |